# YXIMALLOO
YXIMALLOO（イシマルー）は、日本の音楽家である。アイルランド在住。

## 経歴
1970年代後半より活動を開始し、1980年から90年にかけて宅録によるカセットテープの作品を発表していた。その後1990年代には作品群がCD化される。1995年頃に活動を中止したが、2008年に13年ぶりの新作がニューヨーク老舗ジャズレーベルのESPよりリリースされた。
本人曰く“九州の片田舎”出身。1970年代、17歳の時に全日本フォークジャンボリーに出演。大学進学で上京。1975年頃からシュガー・ベイブ、細野晴臣、荒井由実、キャラメル・ママのマネージメント事務所に入り、コンサートを企画。しかし自身が音楽家として活動するため1年で退職。
1981年より本格的にライヴ活動を開始。西麻布の地下にあったニュー・ウェイヴ・ディスコ、青山のクーリー・スクリークなどに出演し、その録音を1983年にカセットでリリース。この最初のカセットは、海外ラフ・トレードにより1000本ディストリビュートされた。
1987年、フィラデルフィアの友人-Silt Breeze,Furry Couch-のところに居候をしていたイシマルーが、モー・タッカーとツアー中だったジャド・フェアにコンタクトを取り、2本目のカセットを送り、以降、ジャドとテープのやり取りを開始。イシマルーのほとんどのテープのジャケットイラストはジャドが描いている。1987年、1988年、1990年に海外ツアー。1992年に共同名義によるCD『JAD&NAO』をリリース。この音源は1990年の6月と9月に行われたスタジオ録音10曲と、ジャドのこれまでのボツ曲などを組み合わせたもので、全75曲入り。この録音にはダニエル・ジョンストンも誘っていたが、ダニエルの体調が良くなかったため実現しなかった。
1990年代に起きたローファイブームにおいて、日本におけるローファイの先駆者として注目された。1995年にはコステスとツアー。コステスはボアダムスのオファーを断りYXIMALLOOとの共演を選んだ。

## ディスコグラフィー
- ざ わーすと おぶ 一九八一
- ざ わーすと おぶ 一九八二
- ざ わーすと おぶ 一九八四
- ざ わーすと おぶ 一九八六
- ライブ
- キッチュ シャーマン
- テクノ シュライン コアイアー
- Unpop
- The Best of Yximalloo 1
- The Best of Yximalloo 2
- The West of Yximalloo 3
- アンポップ（2008年11月11日、レーベル：ESP Disk）EAN 0825481040471